# Catherine Doucet
Pour les articles homonymes, voir Doucet.
Catherine Calhoun est une actrice américaine, née le 20 juin 1875 à Richmond (Virginie), morte le 24 juin 1958 à New York (État de New York).
Débutant au théâtre sous son nom de naissance, elle est connue comme Catherine Doucet (du nom de son mari) à partir de 1920, étant parfois également créditée Catherine Calhoun Doucet ou Catharine Doucet.

## Biographie
Elle joue pour la première fois en 1906 à Broadway, où elle se produit dans des pièces jusqu'en 1945 (et une comédie musicale en 1925).
Citons Miss Lulu Bett de Zona Gale (1920-1921, avec Louise Closser Hale et Willard Robertson), The Royal Family (en) de George S. Kaufman et Edna Ferber (1927-1928, avec Otto Kruger), Topaze de Marcel Pagnol (1930, avec Harry Davenport et Frank Morgan), ou encore Oh, Brother! de Jacques Deval (sa dernière pièce à Broadway, 1945, avec Lyle Bettger, Hugh Herbert et Arleen Whelan).
Au cinéma, elle débute (également sous son nom de naissance) dans cinq films muets sortis en 1915 et 1916, avant un dernier en 1923 (le serial The Steel Trail (en) de William Duncan, avec le réalisateur et Edith Johnson).
Accaparée par le théâtre, Catherine Doucet ne revient ensuite à l'écran qu'après l'avènement du parlant, avec vingt-sept autres films américains sortis à partir de 1933. Citons Et demain ? de Frank Borzage (1934, avec Margaret Sullavan et Douglass Montgomery), Ils étaient trois de William Wyler (1936, avec Miriam Hopkins et Joel McCrea), Ève a commencé d'Henry Koster (1941, avec Deanna Durbin et Charles Laughton), ainsi que Ma femme et ses enfants de Claude Binyon (1948, avec Claudette Colbert et Fred MacMurray). Son dernier film est Histoire de détective du même Wyler (avec Kirk Douglas et Eleanor Parker), sorti en 1951.
Puis elle apparaît encore à la télévision, dans trois séries consacrées au théâtre, en 1953 et 1954.

## Théâtre à Broadway (intégrale)
(pièces, sauf mention contraire)
- 1906 : Brown of Harvard de Rida Johnson Young : rôle non-spécifié
- 1910 : Mr. Buttles de Frederick Arnold Krummer : rôle non-spécifié
- 1911 : Modern Marriage d'Harriet Rhodes : rôle non-spécifié
- 1912 : Monsieur Beaucaire (titre original), adaptation par Evelyn Greenleaf Sutherland du roman éponyme de Booth Tarkington : rôle non-spécifié
- 1912 : The Model d'Augustus Thomas, production de Charles Frohman : Adele Witherspoon
- 1914 : What It Means to a Woman d'E. H. Gould et F. Whitehouse : rôle non-spécifié
- 1917-1918 : The Silent Assertion de Butler Davenport : rôle non-spécifié
- 1920-1921 : Miss Lulu Bett de Zona Gale : Ina Deacon
- 1922 : Dolly Jordan de B. Iden Payne : Mme Smith
- 1923 : Cold Feet de Fred Jackson et Pierre Gendron : Diana Ainsley
- 1923-1924 : The Potters de J. P. McEvoy : Ma Potter
- 1925 : Louie the 14th, comédie musicale, musique de Sigmund Romberg,, lyrics et livret d'Arthur Wimperis : Mme Trapmann
- 1926-1927 : Devil in the Cheese de Tom Cushing : Mme Quigley
- 1927-1928 : The Royal Family de George S. Kaufman et Edna Ferber, mise en scène de David Burton : Kitty Dean
- 1928-1929 : The Perfect Alibi d'Alan Alexander Milne : Mme Fulverton-Fane
- 1929 : Dynamo d'Eugene O'Neill : May Fife
- 1929 : The Camel Through the Needle's Eye de František Langer, adaptation et mise en scène de Philip Moeller : Lady
- 1929 : Ladies Leave de Sophie Treadwell : Irma Barry White
- 1930 : Topaze de Marcel Pagnol, adaptation de Benn W. Levy, mise en scène de Stanley Logan : Baronne Pitart-Vergniolles
- 1931 : As Husbands Go de (et mise en scène par) Rachel Crothers : Emmie Sykes
- 1932 : Border-Land de Crane Wilbur : Mme Luckner
- 1934 : Whatever Possessed Her d'Hardwick Nevin : Millicent Bangs
- 1938 : Eye on the Sparrow de Maxwell Selser : Barbara Thomas
- 1944 : Last Stop d'Irving Kaye Davis : Catherine Chandler
- 1945 : Oh, Brother! de Jacques Deval, mise en scène de Bretaigne Windust : Amelia Broadwell

## Filmographie

### Cinéma (sélection)

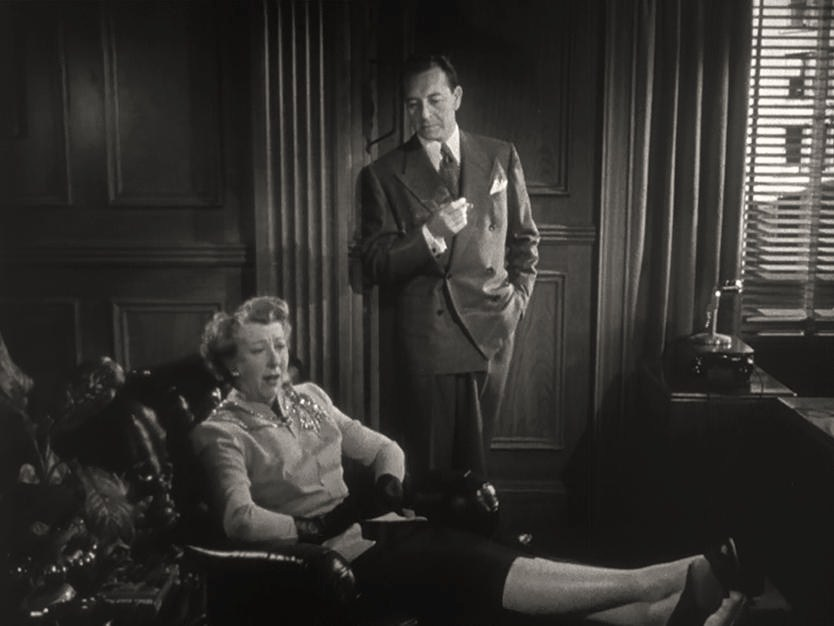
Avec Paul Henreid, dans Le Balafré (1948)

- 1915 : From the Valley of the Missing de Frank Powell : Mme Vandecar
- 1916 : The Dragon d'Harry A. Pollard : Mayme
- 1923 : The Steel Trail de William Duncan (serial) : Olga
- 1933 : Beauty for Sale de Richard Boleslawski : Mme Gardner
- 1934 : Et demain ? (Little Man, What Now?) de Frank Borzage : Mia Pinneberg
- 1934 : Entrée de service (Servant's Entrance) de Frank Lloyd et Walt Disney : Anastasia Gnu
- 1935 : Age of Indiscretion d'Edward Ludwig : Jean Oliver
- 1936 : Ils étaient trois (These Three) de William Wyler : Mme Lily Mortar
- 1936 : À New York tous les deux (en) (The Luckiest Girl in the World) d'Edward Buzzell : Mme Rosalie Duncan
- 1936 : La Flèche d'or (The Golden Arrow) d'Alfred E. Green : Mlle Pommesby
- 1937 : Man of the People d'Edwin L. Marin : Mme Reid
- 1937 : Le Cœur en fête (When You're in Love) de Robert Riskin et Harry Lachman : Jane Summers
- 1937 : Jim Hanvey, Detective de Phil Rosen : Adelaide Frost
- 1941 : Ève a commencé (It Started with Eve) d'Henry Koster : Mme Pennington
- 1941 : Rien que la vérité (Nothing But the Truth) d'Elliott Nugent : Mme Van Dusen
- 1942 : There's One Born Every Minute de Harold Young : Minerva Twine
- 1948 : Le Bourgeois téméraire (The Dude Goes West) de Kurt Neumann : Grandma Crockett
- 1948 : Le Balafré (Hollow Triumph) de Steve Sekely : Mme Nielson
- 1948 : Ma femme et ses enfants (Family Honeymoon) de Claude Binyon : Mme Abercrombie
- 1951 : Histoire de détective (Detective Story) de William Wyler : Mme  Farragut

### Séries télévisées (intégrale)
- 1953 : The Gulf Playhouse, saison 2, épisode 7 The Tears of My Sister d'Arthur Penn : rôle non-spécifié
- 1953 : The Philco Television Playhouse, saison 6, épisode 7 The Midnight Caller : rôle non-spécifié
- 1954 : The Best of Broadway, saison unique, épisode 2 The Man Who Came to Dinner : Harriet Stanley